# 8 tháng 4
Ngày 8 tháng 4 là ngày thứ 98 (99 trong năm nhuận). Còn 267 ngày trong năm.

## Sự kiện
- 217 – Hoàng đế La Mã Caracalla bị Trưởng quan Cận vệ Macrinus ám sát, Macrinus sau đó trở thành hoàng đế của La Mã.
- 944 – Hoàng đế Mân Vương Diên Hy bị ám sát tại kinh thành, hoàng tộc họ Vương sau đó cũng bị tàn sát.
- 1710 – Khang Hy Đế của triều Thanh hạ chỉ biên soạn tự điển.
- 1820 – Một nông dân phát hiện ra Tượng thần Vệ Nữ tại đảo Milos, Ottoman. Bức tượng có niên đại từ thời Hy Lạp cổ đại.
- 1904 – Quảng trường Longacre tại Manhattan, New York được đổi tên thành Quảng trường Times theo tên báo The New York Times.
- 1911 – Nhà vật lý học người Hà Lan Heike Kamerlingh Onnes phát hiện ra hiện tượng siêu dẫn khi đang nghiên cứu về điện trở của thủy ngân thể rắn ở nhiệt độ siêu hàn.
- 1953 - Bộ đội tình nguyện Việt Nam phối hợp cùng bộ đội Pathet Lào mở Chiến dịch Thượng Lào.
- 1975 - Phi công Nguyễn Thành Trung lái máy bay ném bom Dinh Độc Lập.
- 1982 - Việt Nam và Palestine thiết lập quan hệ ngoại giao.
- 1982 - thành lập Trung tâm Thông tin Khoa học Quân sự, Bộ Quốc phòng (Việt Nam).
- 2012 – SM Entertainment thành lập ra 2 nhóm nhạc EXO–K và EXO–M
- 2014 – Tập đoàn Microsoft chính thức ngừng hỗ trợ bản cập nhật cho Windows XP.

## Sinh
- 566 – Đường Cao Tổ, Quân chủ khai Quốc nhà Đường (m. 635)
- 1320 – Vua Peter I của Bồ Đào Nha (m. 1367)
- 1336 – Tamerlane (Timur), người Trung Á (m. 1405)
- 1533 – Claudio Merulo, nhà soạn nhạc Ý (m. 1604)
- 1541 – Michele Mercati, bác sĩ Ý (m. 1593)
- 1605 – Vua Felipe IV của Tây Ban Nha (m. 1665)
- 1641 – Henry Sydney, 1 Earl của Romney, chính khách Anh (m. 1704)
- 1692 – Giuseppe Tartini, nhà soạn nhạc Ý (m. 1770)
- 1732 – David Rittenhouse, nhà thiên văn học, nhà phát minh, và nhà toán học Mỹ (m. 1796)
- 1938 – Kofi Annan, tổng thư ký thứ 7 của Liên Hợp Quốc (m. 2018)
- 1761 – Thánh William Joseph Chaminade, người sáng lập của Hội của Đức mẹ Maria (d. 1850)
- 1777 – Antoine Risso, nhà tự nhiên học người Pháp (m. 1845).
- 1818 – 
  - August Wilhelm von Hofmann, Đức hóa học (m. 1892)
  - Vua Christian IX của Đan Mạch (m. 1906)
- 1826 – Pancha Carrasco, người Costa Rica (m. 1890)
- 1827 – Ramón Emeterio Betances, chính khách, y tế, bác sĩ và nhà ngoại giao Puerto Rico (m. 1898)
- 1831 – Nguyễn Phúc Miên Sủng, tước phong Tuy Biên Quận công, hoàng tử con vua Minh Mạng (m. 1865)
- 1842 – Elizabeth Bacon Custer, vợ George Armstrong Custer (m. 1933)
- 1859 – Edmund Husserl, nhà triết học Áo (m. 1938)
- 1865 – Charles W. Woodworth, nhà côn trùng học Mỹ (m. 1940)
- 1869 – Harvey Cushing, nhà giải phẫu thần kinh Mỹ (m. 1939)
- 1871 – Clarence Hudson trắng nhiếp ảnh gia Mỹ (m. 1925)
- 1874 – Stanisław Taczak, tướng Ba Lan (m. 1960)
- 1875 – Vua Albert I của Bỉ (m. 1934)
- 1966 – Robin Wright, dien viên Mỹ
- 1986 – Igor Akinfeev, thủ môn người Nga
- 1990 – Kim Jonghyun, thành viên nhóm nhạc SHINee (m. 2017).
- 1991 - Rhymastic, nhạc sĩ, ca sĩ, rapper người Việt Nam

## Mất
- 1748 – Hiếu Hiền Thuần Hoàng hậu, chính cung của vua Càn Long nhà Thanh (s. 1712).
- 1973 - Pablo Picasso, họa sĩ và nhà điêu khắc người Tây Ban Nha (s. 1881)
- 1975 – Nguyễn Văn Hiếu, tướng lĩnh Quân lực Việt Nam Cộng hòa (s. 1929)
- 1998 – Nguyễn Xuân Thịnh, Trung tướng Quân lực Việt Nam Cộng hòa (s. 1929)
- 2013 – Margaret Thatcher, cựu thủ tướng Anh (s. 1925)